# Мастема
Мастема (геэз መኰንነ፡ መሰቴማ, др.-евр. מַשְׂטֵמָה‬) — в еврейской мифологии ангел, преследующий зло, от имени Бога осуществляющий наказание, искушающий людей, проверяя их веру. В «Дамасском документе» (CD 1-xvi:4-5) и в Кумранских рукописях (4Q Pseudo-Jubilees 225—226) выступает в качестве ангела бедствия, «отца всех зол», и льстеца Божия. Персонаж впервые появляется в псевдоэпиграфической и апокрифической еврейской литературе периода Второго храма, как персонификация библейского термина др.-евр. משטמה‬ mastemah, упомянутого в «Книге пророка Осии» (Ос. 9:7-8), и означающего «ненависть», «противоречие», «враждебность», «неприязнь», «преследование», и восходящего вероятно к существительному др.-евр. משטם‬ mastim — «тот, кто противостоит», «тот, кто враждебен», которое в свою очередь происходит от глагола др.-евр. שטם‬ — «ненавидеть», «питать неприязнь».

## Образ в Книге Юбилеев
7 Пришли дни посещения, пришли дни воздаяния; да узнает Израиль, что глуп прорицатель, безумен выдающий себя за вдохновенного, по причине множества беззаконий твоих и великой враждебности. 8 Ефрем — страж подле Бога моего; пророк — сеть птицелова на всех путях его; соблазн в доме Бога его.
4по их юбилеям и в их седьмицах. И в день, когда и человек возложит на себя обратиться
5 к Учению (Торе) Моисея, Ангел-Супостат (Мастема) отступит от него, если он исполнит свои слова.
7 И [Авраам]
8 по[верил] Богу, и покорно подчинился воли его. Сын родился по[сле] этого
9 [у Авраа]ма и он назвал его Иссаком. Но начальный Ма[с]тема прибыл
10 [к Б]огу, и он сново пожаловался на Авраама завидуя об Иссаке. И [Б]ог сказал
11 [Авра]аму, «Возьми своего сына Иссака, [твоего] единственного, [которого]
12 [ты лю]бишь, и принеси его мне как всесожжение на одной из [высоки]х гор,
13 [на которую я укажу] тебе». Он вс[тал и п]оше[л] к колодезю у го[ры Мориах].
14 […] И Ав[раам] поднял
1 [свои гла]за, [и там был] огонь; и он да[л дрова своему сыну Иссаку, и они пошли вместе]
2 Иссака сказал Аврааму, [своему отцу, «Вот — огонь и дрова, но где — агнец]
3 для всесожжения?» Авраам сказал [своему сыну Иссаку, Господь сам усмотрит агнца".]
4 Иссак сказал своему отцу, "С[вяжи меня крепко]
5 Святые ангелы стояли, плача у [алтаря]…
6 своих детей из праха. Ангелы Мас[темы]
7 возрадовались и сказали «Теперь он погибнет». И [всем этим начальный Мастема испытает]
8 его, будет ли он слабыми, или станет А[враам] неверными [Богу. Он взмолился,]
9 «Авраам, Авраам!» И он сказал, «Да?» Тогда Он сказал, «Т[еперь я знаю что]
10 ты мне верен». Господь Бог благословил Ис[сaaка на все дни его жизни. И он стал отцом]
11 Иакова, и Иаков стал отцом Левия, [третьего] поко[ления] (вакат) Все]
12 дни Авраама, Иссака, Иаков, и Лев[ия были]
13 Начальный Мастема посрамился из[-за них]. Святые ангелы были…
14 Начальный Ма[с]тема, и Велиар, которого слушается [начальный Мастема (?)]
Наиболее полно мифологический образ персонажа раскрыт в псевдоэпиграфе II века до н. э. «Книге Юбилеев», согласно которой Мастема — злой князь духов (демонов), порожденных душами гигантов-потомков дочерей бездуховных рода Каина и сынов Божиих (др.-евр. בני האלהים‬ — бней Элохим), противостоящий ангелу присутствия во время связывания Исаака и во время Исхода Его действия и имя представляют его как сатану — «противника», однако все-таки больше как сатану, описанного в «Книге Иова», выполняющего поручения Бога, чем Сатану, который в более поздних традициях представлялся как ярый противник Бога. Персонаж Велиала, упоминаемый дважды в «Книге Юбилеев» (Юб. 1:20, Юб. 15:33), вероятно идентичен Мастеме.
В контексте повествования, Мастема вмешивается в процесс отправки всех злых духов в вечное заключение, запланированный Богом после библейского потопа, и о котором молился Ной, желавший чтобы его потомков духи больше не беспокоили (Юб. 10:5-6). Мастема упросил Бога позволить ему остаться, чтобы контролировать хотя бы десятую часть тех духов, осуществляя свою власть в целях развращения и введения в заблуждение людей перед Божьим судом, так как зло сынов человеческих велико (Юб. 10:7-11) В этом смысле автор Книги Юбилеев всю ответственность за моральное падение и разложение сынов человеческих как бы перекладывает на падших ангелов и их потомков — духов (демонов), подчиненных Мастеме, которым люди стали поклоняться вместо Бога, самого же князя Мастему выставляет искусителем человечества с божественного разрешения.
Мастема наслал птичью чуму на землю во времена Фарры (Юб. 11:10). Позже Мастема советовал Богу испытать Авраама (Юб. 17:15-16) так же, как сатана в «Книге Иова» хотел испытать Иова (см. Иов. 1:6-12). Когда Авраам готовился пожертвовать своего сына Исаака, Мастема стоял рядом и был посрамлен выдержавшим испытание Авраамом (Юб. 17-18). На смертном одре Исаак обещает, что духи Мастемы не будут иметь никакой силы, чтобы они смогли увести Иакова и других потомков от Яхве.
Неясный пассаж «Книги Исхода» (Исх. 4:24), в котором Яхве встретив Моисея пытается убить его, в «Книге Юбилеев» переосмысливается, приписывая это нападение Мастеме (Юб 48:1-3). Там утверждается, что Мастема помогал египетским священнослужителям противостоять Моисею (Юб. 48:9). Упоминается также, что Мастема был скован, когда израильтяне покидали Египет, но потом он же вдохновил египтян преследовать израильтян вплоть до самой их гибели в водах Красного моря (Юб. 48:9, Юб. 48:15-19)). Смерть первенцев египтян также приписывается губительным действиям князя Мастемы, в то время, как согласно «Книге Исхода» первенцы поражены шаха́том (др.-евр. שחת‬, ивр. שָׁחַת‎ — «губитель») (Исх. 12:23,29). Повествование называет его князем-покровителем Египта (Юб. 48:12), по аналогии с ангелом Даниэлем, князем-патроном Греции и Персии, или с упомянутыми в «Третьей книге Еноха» ангелами Дуббиэлем, князем-защитником Персии и Саммаэлем — покровителем Рима (3 Ен. 26.12).

## В популярной культуре
- В романе Энн Райс «Витторио-вампир[англ.]» (1999), Мастема — ангел, помогающий главному герою в нападении на вампирский шабаш.
- В серии видеоигр Megami Tensei и их спин-оффах, Мастема (яп. マスティマ) или Мансемат (яп. マンセマット) изображается как акума (яп. 悪魔 акума, «дьявол» или «демон»), хотя в контексте франшизы, термин «акума» используется для обозначения любого сверхъестественного существа.
- В названии российской дэт-метал группы «Mastemath» используется искажённое имя Мастемы, с добавлением «th» в конце.
- В фильме ужасов «Мастема» (2022).